# (43775) Tiepolo
(43775) Tiepolo (1989 CA6) – planetoida z pasa głównego asteroid okrążająca Słońce w ciągu 5,64 lat w średniej odległości 3,17 j.a. Odkryta 2 lutego 1989 roku.